# Инескорт, Фрида
Фрида Инескорт (англ. Frieda Inescort, урождённая Райтман (англ. Wrightman), 29 июня 1901 — 26 февраля 1976) — британская актриса.

## Биография
Родилась в Эдинбурге в семье журналиста и актрисы. После развода родителей осталась с матерью, хотя большую часть времени провели в школах-интернатах. В 1911 году она с матерью перебралась в США, но после окончания Первой мировой войны они вновь вернулись в Великобританию, где обосновались в Лондоне. Первоначально Райтман работала личным секретарем одного из членов британского парламента, а затем стала помощницей Нэнси Астор. В июле 1919 года она сопровождала Астор во время её поездки в США, после чего решила не возвращаться на родину. В США она продолжила работу в качестве секретаря в британском консульстве в Нью-Йорке.
В начале 1920-х годов, благодаря знакомству с одним из театральных продюсеров, ей удалось попасть на Бродвей, где в скором времени она добилась первых актёрских успехов. Последующие годы она много играла на театральных сценах Нью-Йорка, а в 1935 году состоялся её голливудский дебют в драме «Тёмный ангел». Далее последовали роли в таких кинокартинах как «Мария Шотландская» (1936), «Новый рассвет» (1937), «Гордость и предубеждение» (1940), «Письмо» (1940), «Ты никогда не будешь богаче» (1941), «Миссия в Москву» (1943) и «Место под солнцем» (1951). Случайный взлёт и волна успеха побудили зависть и ревность со стороны её матери, из-за чего они почти перестали общаться. В 1950-х Инескорт также была частой гостьей на телевидении, где у неё были роли в телесериалах «Письмо к Лоретте», «Порт», «Перри Мейсон» и «Бунтарь».
В 1960 году, во время съёмок её последней картины «Переполненные небеса», у актрисы начались проблемы со здоровьем из-за диагностированного у неё ещё много лет назад рассеянного склероза. Год спустя ситуацию усугубило самоубийство её супруга сценариста Бена Рея Редмана, с которым они состояли в браке с 1926 года. К середине 1960-х годов актриса стала практически недееспособной и передвигалась в инвалидной коляске. В 1973 году, будучи уже не в состоянии заботиться о себе, Фрида Инескорт переехала в дом престарелых для актёров кино и телевидения в Вудленд-Хиллз, где и умерла спустя три года в возрасте 74 лет.